# Antoni Tyszkowski

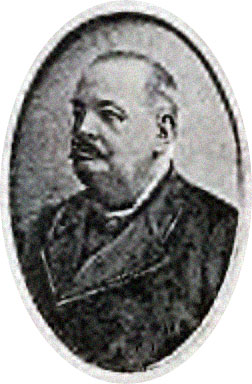
Antoni Tyszkowski

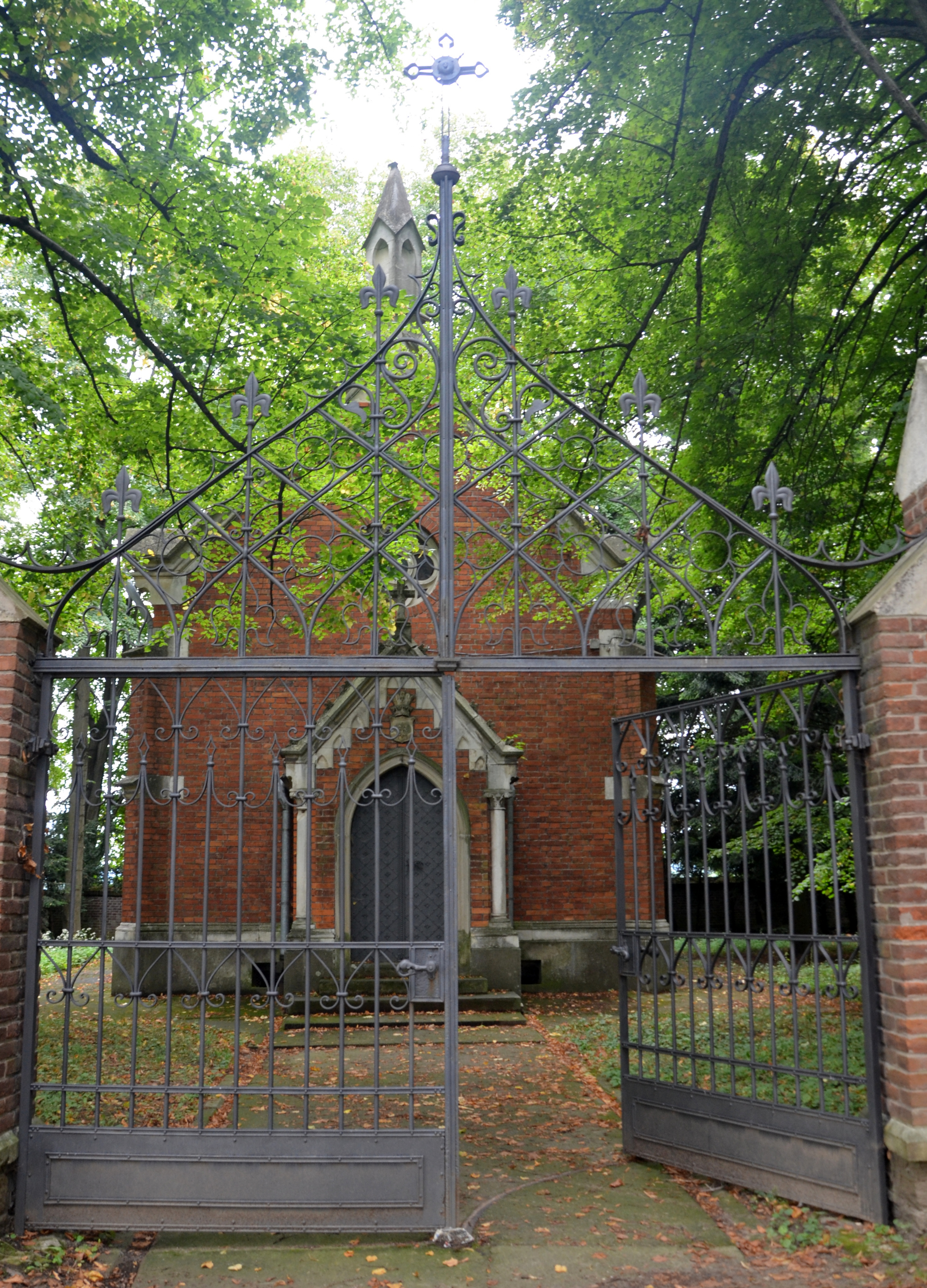
Kaplica grobowa Tyszkowskich

Antoni Tyszkowski herbu Gozdawa (ur. 22 marca 1825, zm. 8 maja 1895) – poseł do Rady Państwa VI, VII i VIII kadencji (1877-1895), oraz Sejmu Krajowego Galicji VIII kadencji, właściciel dóbr.
W 1838 wstąpił do Akademii Inżynieryjnej w Wiedniu, lecz w sierpniu 1841 z nieznanych powodów został z niej usunięty i odesłany do rodziców.
W latach 1843-1844 studiował weterynarię w c.k. Wiedeńskim Instytucie Weterynaryjnym (obecnie Uniwersytet Weterynaryjny) przy Uniwersytecie w Wiedniu. W latach 1844-46 studiował chemię ogólną w c.k. Wiedeńskim Instytucie Politechnicznym (obecnie Politechnika Wiedeńska). Naukę na ostatnich dwóch uczelniach zdobywał wraz z młodszym bratem Józefem.

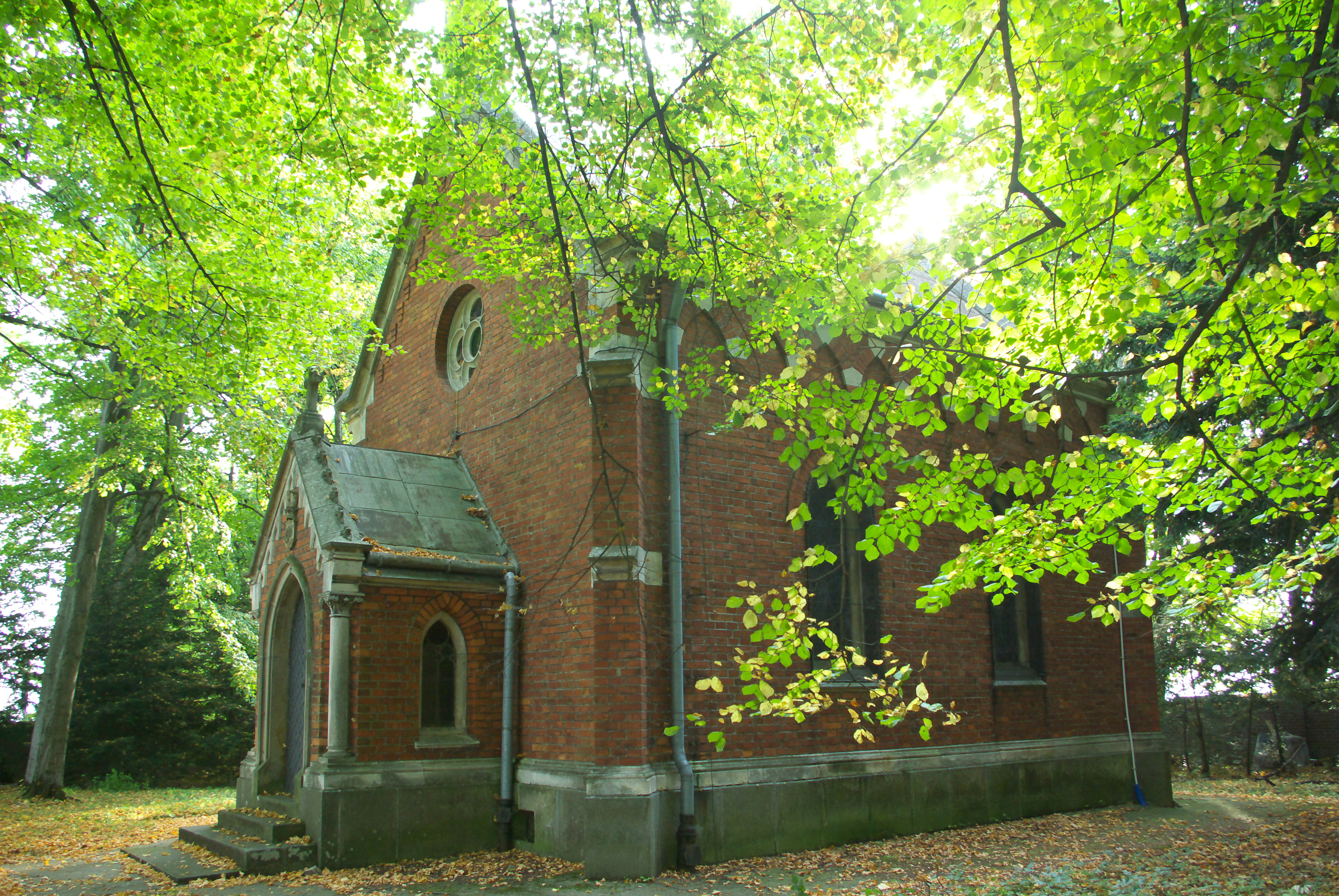
Kaplica grobowa Tyszkowskich

## Życiorys
W połowie XIX wieku Antoni i Józef Tyszkowscy byli właścicielami posiadłości tabularnych: m.in. Borysławka, Cisowa, Huwniki, Jamna Dolna i Górna, Kopysno, Krajna, Łodzinka Dolna, Łomna, Posada Rybotycka, Rybotycze, Trójca. Majątki posiadał do końca XIX wieku. Po śmierci majątek przejął jego nieślubny, adoptowany syn Paweł Tyszkowski.
Wybierany do Rady Państwa w IV kurii obwodu Sanok, z okręgu wyborczego nr 26 Dobromil-Bircza-Ustrzyki. Objął mandat po Józefie Tyszkowskim 5 kwietnia 1882. Po śmierci Antoniego jego mandat objął 26 marca 1896 Paweł Tyszkowski.
Zmarł w Rybotyczach. Został pochowany w rodzinnej kaplicy grobowej w Kalwarii Pacławskiej, położonej obok tamtejszego klasztoru franciszkanów.